# Stickney (South Dakota)
Stickney is een plaats (town) in de Amerikaanse staat South Dakota, en valt bestuurlijk gezien onder Aurora County.

## Demografie
Bij de volkstelling in 2000 werd het aantal inwoners vastgesteld op 334.
In 2006 is het aantal inwoners door het United States Census Bureau geschat op 305, een daling van 29 (-8,7%).

## Geografie
Volgens het United States Census Bureau beslaat de plaats een oppervlakte van
0,7 km², geheel bestaande uit land. Stickney ligt op ongeveer 501 m boven zeeniveau.

## Plaatsen in de nabije omgeving
De onderstaande figuur toont nabijgelegen plaatsen in een straal van 20 km rond Stickney.